# Rivière Musquaro
Der Rivière Musquaro ist ein Fluss in der Verwaltungsregion Côte-Nord der kanadischen Provinz Québec.

## Flusslauf
Der Rivière Musquaro hat seinen Ursprung in dem kleinen See Lac Umuaku Nepit, östlich des Lac Le Doré.
Von dort fließt er in südlicher Richtung zum Lac Musquaro und weiter zum Sankt-Lorenz-Golf, in den er nahe dem Hamlet Musquaro mündet.
Das 3626 km² große Einzugsgebiet des Rivière Musquaro grenzt im Osten an das des Rivière Olomane und im Westen an das des Rivière Natashquan.
Der Fluss Rivière Musquaro hat eine Länge von 148 km und weist einen mittleren Abfluss von 91 m³/s auf.
In dem fischreichen Gewässer lassen sich Lachse fangen.